# 谢岗 (从化)
谢岗是中国广东省广州市从化区的一个自然村。在太平镇东面约6千米，属飞鹅村管辖。明朝时建村，因村民姓谢而得名。1998年时，全村人口242人。